# Aéroport de Tofino-Long Beach
L'aéroport de Tofino-Long Beach est un aéroport situé en Colombie-Britannique, au Canada.

## Compagnies aériennes et destinations
| Compagnies               | Destinations |
| ------------------------ | ------------ |
| Pacific Coastal Airlines | Vancouver    |

Édité le 02/05/2025